# Ванг Пенг
Ванг Пенг (кин: 王鹏, пинјин Wáng Péng; 7. април 1998) кинески је пливач чија ужа специјалност су спринтерске трке делфин и леђним стилом.

## Спортска каријера
Ванг је своју међународну пливачку каријеру започео током 2014. наступима на митинзима светског купа у малим базенима у Азији, на којима је остварио неколико солидних резултата.
Први значајнији успех у каријери постигао је на Азијским играма 2018. у Џакарти где је освојио сребрну медаљу у трци на 50 метара делфин стилом, односно четврто место у финалу на 50 леђно. У децембру исте године по први пут је наступио на Светском првенству у малим базенима, које је те године одржано у кинеском Хангџоуу.
На светски првенствима у великим базенима је дебитовао у корејском Квангџуу 2019, где је наступио у квалификацијама трке на  
50 леђно, које је окончао на укупно 33. месту.